# LaVern Baker
Delores LaVern Baker (Chicago, 11 de noviembre de 1929 - Queens, 10 de marzo de 1997) fue una cantante estadounidense de rhythm and blues. Durante las décadas de los 50 y 60 grabó numerosos sencillos de éxito. En 1991 fue incluida en el Salón de la Fama del Rock and Roll.

## Biografía
Delores Baker nació en Chicago en 1929, en el seno de una familia que había llegado a la ciudad proveniente de los campos de algodón de Misisipi. Su primer aprendizaje musical llegó de la mano de su tía, la cantante de jazz Merline Johnson. Baker fue también sobrina de la legendaria cantante de blues Memphis Minnie. Como tantos otros cantantes afroamericanos de la época, la joven Delores comenzó a cantar en el coro de la iglesia Baptista.
Tan pronto como alcanzó la edad legal para hacerlo, comenzó a cantar en los clubes de Chicago bajo el nombre artístico de Little Miss Sharecropper, con el que firmó su primera grabación en 1949. En 1951 firma con Okeh Records y cambia su nombre a Bea Baker, que poco más tarde transforma, ya de manera definitiva, en LaVerns Baker, al unirse a Todd Rhodes and his band en 1952.
En 1953 firma con Atlantic Records como solista. Su primer éxito llega a principios de 1955 con "Tweedlee Dee" que alcanza el número 4 de las listas de R&B y al 14 de las listas Pop. Comienza así una prometedora carrera musical que en los años siguientes produciría una buena cantidad de éxitos que incluyen "Bop-Ting-A-Ling" (número 3 en las listas de R&B), "Play It Fair" (número 2), "Still" (número 4) y "Jim Dandy" (número 1 en las listas de R&B y número 17 en las listas Pop) que llegó a vender un millón de copias y por el que recibiría su primer disco de oro. La lista de éxitos conseguidos por Baker para Atlantic Records continuaría con "Jim Dandy Got Married", "I Cried a Tear" (junto al saxofonista King Curtis), "I Waited Too Long" (escrita por Neil Sedaka), "Saved" (escrita por Leiber y Stoller) y "See See Rider". Colaboró además en programas de televisión con Ed Sullivan y Alan Freed. En 1964, grabó un álbum tributo a Bessie Smith, antes de abandonar Atlantic para firmar con Brunswick Records, donde grabó el álbum "Let Me Belong to You".
In 1966, Baker grabó "Think Twice", un dueto con Jackie Wilson. La canción fue censurada por las emisoras de radio norteamericanas debido a que la letra se consideró obscena, el tema trata de la relación de una prostituta con su proxeneta y sus clientes.
En 1969, Baker se divorció de su marido, el comediante Slappy White, con quien había contraído matrimonio en 1959. Tras el divorcio, firmó un contrato con el ejército de Estados Unidos para realizar una gira de apoyo a las tropas. Durante su viaje a Vietnam contrajo una neumonía bronquial y tuvo que ser evacuada al hospital de la base naval norteamericana de Subic Bay en Filipinas. Durante su estancia allí, le surgió la posibilidad de quedarse en la base como directora de entretenimiento del club de Marines. Baker aceptó y se quedó en la base filipina hasta que esta fue cerrada en 1988. Tras 22 años, regresó a Estados Unidos donde participó en el concierto del 40 aniversario de la compañía discográfica Atlantic Records en el Madison Square Garden.   
De vuelta en Estados Unidos participó en varias bandas sonoras de películas, como Shag (1989), Dick Tracy (1990) y A Rage in Harlem (1991). En 1990 hace su debut en Broadway, reemplazando a Ruth Brown como protagonista del musical Black and Blue. En 1991, Rhino Records lanzó un álbum en directo grabado en el Hollywood Roosevelt Cinegrill, así como una recopilación de sus éxitos con Atlantic Records, titulado "Soul on Fire". En 1992 grabó un álbum de estudio con DRG Records titulado "Woke Up This Morning" que tuvo una gran acogida por parte de la crítica. En 1994 sufrió la amputación de sus piernas debido a una complicación con la diabetes. Su última grabación fue en 1995 para el disco tributo a Harry Nilsson, "For Love to Harry".
LaVern Baker falleció en Nueva York el 10 de marzo de 1997 a los 67 años de edad.

## Reconocimientos
En 1990 fue una de las primeras ocho figuras en ser reconocidas con el Premio Pioneer Award de la Rhythm and Blues Foundation. En 1991 fue la segunda mujer en ser incluida en el Salón de la Fama del Rock and Roll. La canción "Jim Dandy" está incluida en la lista de las "500 canciones que contribuyeron a crear el Rock and Roll" del Salón de la Fama del Rock y ocupa el puesto 343 en la lista de las 500 mejores canciones de todos los tiempos según la revista Rolling Stone.

## Discografía

### Sencillos
| Año  | Sencillo                                  | Posición          | Posición |
| Año  | Sencillo                                  | Billboard Hot 100 | U.S. R&B |
| ---- | ----------------------------------------- | ----------------- | -------- |
| 1955 | "Tweedlee Dee"                            | 14                | 4        |
| 1955 | "Bop-Ting-a-Ling"                         |                   | 3        |
| 1955 | "That's All I Need"                       |                   | 6        |
| 1955 | "Play It Fair"                            |                   | 2        |
| 1956 | "My Happiness Forever"                    |                   | 13       |
| 1956 | "Get Up Get Up"                           |                   | 15       |
| 1956 | "Still"                                   | 97                | 4        |
| 1956 | "I Can't Love You Enough"                 | 22                | 7        |
| 1956 | "Jim Dandy"                               | 17                | 1        |
| 1956 | "Tra La La"                               | 94                |          |
| 1957 | "Jim Dandy Got Married"                   | 76                | 7        |
| 1957 | "Humpty Dumpty Heart"                     | 71                |          |
| 1958 | "It's So Fine"                            |                   | 24       |
| 1958 | "I Cried a Tear"                          | 6                 | 2        |
| 1959 | "I Waited Too Long"                       | 33                | 5        |
| 1959 | "So High So Low"                          | 52                | 12       |
| 1959 | "If You Love Me"                          | 79                |          |
| 1959 | "Tiny Tim"                                | 63                | 18       |
| 1960 | "Shake a Hand"                            |                   | 13       |
| 1960 | "Wheel of Fortune"                        | 83                |          |
| 1960 | "Shadows of Love"                         | 83                |          |
| 1960 | "Bumble Bee"                              | 46                |          |
| 1961 | "You're the Boss"(con Jimmy Ricks)        | 81                |          |
| 1961 | "I'll Never Be Free"(con Jimmy Ricks)     | 103               |          |
| 1961 | "Saved"                                   | 37                | 17       |
| 1962 | "See See Rider"                           | 34                | 9        |
| 1964 | "You Better Find Yourself Another Fool"   | 128               |          |
| 1965 | "Fly Me to the Moon"                      | 84                | 31       |
| 1966 | "Think Twice"(con Jackie Wilson)          | 93                | 37       |
| 1966 | "Please Don't Hurt Me"(con Jackie Wilson) | 128               |          |
| 1966 | "Batman To the Rescue"                    | 135               |          |

### Álbumes
- (1956) LaVern (Atlantic Records)
- (1957) LaVern Baker (Atlantic Records)
- (1958) LaVern Baker Sings Bessie Smith (Atlantic Records)
- (1959) Blues Ballads (Atlantic Records)
- (1959) Precious Memories: LaVern Baker Sings Gospel (Atlantic Records)
- (1961) Saved (Atlantic Records)
- (1963) See See Rider (Atlantic Records)
- (1970) Let Me Belong to You (Brunswick Records)
- (1991) Live in Hollywood '91 (Rhino Records)
- (1992) Woke Up This Mornin' (DRG Records)